# Operation Odyssey Dawn
Operation Odyssey Dawn er kodenavnet for det amerikanske bidrag i den libyske flyveforbudszone. Storbritannien har tilsvarende Operation Ellamy, Frankrig Opération Harmatta og Canada Operation MOBILE. Forslaget om en flyveforbudszone kom efter Muammar al-Gaddafis troppers nedslagtning af civile i Libyen i forbindelse med Oprøret i Libyen 2011. Formålet var at hindre Muammar al-Gaddafi-loyale styrker i at udføre luftangreb mod oprørstyrkerne. Der blev truffet aftale om aktionen på en konference i Paris d. 19. marts 2011.
I alt 22 lande deltager i den samlede aktion. Mindre lande som Danmark deltager i den samlede aktion med seks F-16 jagerfly, hvoraf to er reservefly. Norge stiller ligeledes med seks F-16 jagerfly.